# 林復發
林復發（？—？），別名鹗烈，字遜鵬，號根亭。諸羅縣半線莊海豐港所（雲林縣麥寮鄉海豐村）人。宋室。進士、翰林院檢討、清源書院院長。

## 生平
- 1786年，賞給舉人[8][9]。
- 1787年，賞給翰林院檢討[10][11]。